# Washington Open 2013 - Qualificazioni singolare maschile
Le qualificazioni del singolare maschile al Washington Open 2013 sono state un torneo di tennis preliminare per accedere alla fase finale della manifestazione. I vincitori dell'ultimo turno sono entrati di diritto nel tabellone principale. In caso di ritiro di uno o più giocatori aventi diritto a questi sono subentrati i lucky loser, ossia i giocatori che hanno perso nell'ultimo turno ma che avevano una classifica più alta rispetto agli altri partecipanti che avevano comunque perso nel turno finale.

## Teste di serie
1. Matthew Ebden (qualificato)
2. Rhyne Williams (ultimo turno, Lucky Loser)
3. Tim Smyczek (qualificato)
4. Jesse Levine (ultimo turno, Lucky Loser)
5. Somdev Devvarman (qualificato)
6. Alex Kuznetsov (qualificato)

1. Illja Marčenko (primo turno)
2. Yūichi Sugita (qualificato)
3. Donald Young (primo turno)
4. Malek Jaziri (ultimo turno)
5. Farruch Dustov (primo turno)
6. Samuel Groth (qualificato)

## Qualificati
1. Matthew Ebden
2. Samuel Groth
3. Tim Smyczek

1. Yūichi Sugita
2. Somdev Devvarman
3. Alex Kuznetsov

### Lucky Loser
1. Rhyne Williams

1. Jesse Levine

## Tabellone

### Legenda
| - Q = Qualificato - WC = Wild card - LL = Lucky loser | - ALT = Alternate - SE = Special Exempt - PR = Protected Ranking | - w/o = Walkover - r = Ritirato - d = Squalificato |

### Sezione 1
|  | Primo turno | Primo turno   | Primo turno | Primo turno | Primo turno |  |  | Ultimo turno | Ultimo turno  | Ultimo turno  | Ultimo turno | Ultimo turno |  |
|  |             |               |             |             |             |  |  |              |               |               |              |              |  |
|  |             |               |             |             |             |  |  |              |               |               |              |              |  |
|  |             |               |             |             |             |  |  | 1            | Matthew Ebden | Matthew Ebden | 6            | 6            |  |
|  |             | Saketh Myneni | 62          | 6           | 6           |  |  |              | Saketh Myneni | Saketh Myneni | 3            | 1            |  |
|  | 9           | Donald Young  | 7           | 3           | 4           |  |  |              |               |               |              |              |  |

### Sezione 2
|  | Primo turno | Primo turno    | Primo turno  | Primo turno | Primo turno |  |  | Ultimo turno | Ultimo turno   | Ultimo turno | Ultimo turno | Ultimo turno |  |
|  |             |                |              |             |             |  |  |              |                |              |              |              |  |
|  | 2           | Rhyne Williams | 6            | 3           | 6           |  |  |              |                |              |              |              |  |
|  |             | Robby Ginepri  | 2            | 6           | 3           |  |  | 2            | Rhyne Williams | 2            | 7            | 2            |  |
|  |             | Sanam Singh    | Sanam Singh  | 0           | 5           |  |  | 12           | Samuel Groth   | 6            | 65           | 6            |  |
|  | 12          | Samuel Groth   | Samuel Groth | 6           | 7           |  |  |              |                |              |              |              |  |

### Sezione 3
|  | Primo turno | Primo turno     | Primo turno     | Primo turno | Primo turno |  |  | Ultimo turno | Ultimo turno    | Ultimo turno | Ultimo turno | Ultimo turno |  |
|  |             |                 |                 |             |             |  |  |              |                 |              |              |              |  |
|  | 3           | Tim Smyczek     | 6               | 2           | 6           |  |  |              |                 |              |              |              |  |
|  | Alt         | Alexander Peya  | 0               | 6           | 3           |  |  | 3            | Tim Smyczek     | 5            | 6            | 6            |  |
|  | WC          | Jarmere Jenkins | Jarmere Jenkins | 6           | 6           |  |  | WC           | Jarmere Jenkins | 7            | 2            | 2            |  |
|  | 11          | Farruch Dustov  | Farruch Dustov  | 4           | 3           |  |  |              |                 |              |              |              |  |

### Sezione 4
|  | Primo turno | Primo turno    | Primo turno    | Primo turno | Primo turno |  |  | Ultimo turno | Ultimo turno  | Ultimo turno | Ultimo turno | Ultimo turno |  |
|  |             |                |                |             |             |  |  |              |               |              |              |              |  |
|  | 4           | Jesse Levine   | Jesse Levine   | 6           | 7           |  |  |              |               |              |              |              |  |
|  |             | Denys Molčanov | Denys Molčanov | 4           | 65          |  |  | 4            | Jesse Levine  | 6            | 4            | 3            |  |
|  |             | Sekou Bangoura | Sekou Bangoura | 3           | 5           |  |  | 8            | Yūichi Sugita | 2            | 6            | 6            |  |
|  | 8           | Yūichi Sugita  | Yūichi Sugita  | 6           | 7           |  |  |              |               |              |              |              |  |

### Sezione 5
|  | Primo turno | Primo turno        | Primo turno      | Primo turno | Primo turno |  |  | Ultimo turno | Ultimo turno       | Ultimo turno       | Ultimo turno | Ultimo turno |  |
|  |             |                    |                  |             |             |  |  |              |                    |                    |              |              |  |
|  | 5           | Somdev Devvarman   | Somdev Devvarman | 7           | 6           |  |  |              |                    |                    |              |              |  |
|  |             | Jesse Witten       | Jesse Witten     | 5           | 0           |  |  | 5            | Somdev Devvarman   | Somdev Devvarman   | 6            | 6            |  |
|  |             | Christian Harrison | 6                | 3           | 7           |  |  |              | Christian Harrison | Christian Harrison | 0            | 1            |  |
|  | 7           | Illja Marčenko     | 3                | 6           | 67          |  |  |              |                    |                    |              |              |  |

### Sezione 6
|  | Primo turno | Primo turno    | Primo turno    | Primo turno | Primo turno |  |  | Ultimo turno | Ultimo turno   | Ultimo turno   | Ultimo turno | Ultimo turno |  |
|  |             |                |                |             |             |  |  |              |                |                |              |              |  |
|  | 6           | Alex Kuznetsov | 6              | 3           | 6           |  |  |              |                |                |              |              |  |
|  | WC          | Mac Styslinger | 3              | 6           | 1           |  |  | 6            | Alex Kuznetsov | Alex Kuznetsov | 6            | 7            |  |
|  | WC          | Mitchell Frank | Mitchell Frank | 4           | 2           |  |  | 10           | Malek Jaziri   | Malek Jaziri   | 4            | 64           |  |
|  | 10          | Malek Jaziri   | Malek Jaziri   | 6           | 6           |  |  |              |                |                |              |              |  |